# إيماجين (استديو)
شركة إيماجين المحدودة (باليابانية: イマジン株式会社، بالروماجي: Imajin kabushiki gaisha) هو استوديو رسوم متحركة ياباني، تأسس في 15 يونيو عام 1992، ويقع مقره في نيريما في
طوكيو.

## أعمال الاستوديو

### مسلسلات أنمي تلفزيونية
- زد - مايند (1999 بالتعاون مع سنرايز)
- ريزلمين (2002 بالتعاون مع مادهاوس)
- ذا كوزموبوليتان برايرز (2004 بالتعاون مع Studio Live)
- هيت وو نيراي! (2004 بالتعاون مع Studio Live)
- لاف لاف؟ (2004 بالتعاون مع Studio Live)
- تابل وذئب (2008)

### أوفا
- بوكيوسي 2 سبشل: سوتسوغيوسي (1999–2000 بالتعاون مع PP Project)
- سيدة ضوء القمر (2001 الحلقات 1–4)

## وصلات خارجية
- الموقع الرسمي باللغة اليابانية
- إيماجين (استديو) على موقع ANN company (الإنجليزية)